# 馬其頓西鯡
馬其頓西鯡為輻鰭魚綱鲱形目鲱科的其中一種，被IUCN列為次級保育類動物，分布於希臘Volvi湖水域，體長可達35.1公分，棲息在湖泊中上層，屬肉食性，以浮游生物為食，可做為食用魚，因水汙染而受威脅。

## 擴展閱讀
維基物種上的相關：馬其頓西鯡